# 907
| Calendário gregoriano                                                        | 907 CMVII                                            |
| Ab urbe condita                                                              | 1660                                                 |
| Calendário arménio                                                           | 356 – 357                                            |
| Calendário bahá'í                                                            | -937 – -936                                          |
| Calendário budista                                                           | 1451                                                 |
| Calendário chinês                                                            | 3603 – 3604 Início a 17 de janeiro (aproximadamente) |
| Calendário copta                                                             | 623 – 624                                            |
| Calendário etíope                                                            | 899 – 900                                            |
| Calendários hindus - Vikram Samvat - Calendário nacional indiano - Cáli Iuga | 962 – 963 828 – 829 4007 – 4008                      |
| Calendário Holoceno                                                          | 10907                                                |
| Calendário islâmico                                                          | 294 – 295                                            |
| Calendário judaico                                                           | 4667 – 4668                                          |
| Calendário persa                                                             | 285 – 286                                            |
| Calendário rúnico                                                            | 1157                                                 |
| Calendário solar tailandês                                                   | 1450                                                 |

907  (CMVII, na numeração romana) foi um ano comum do século X do Calendário Juliano, da Era de Cristo, teve início a uma quinta-feira e terminou também a uma quinta-feira e a sua letra dominical foi D (53 semanas).
No território que viria a ser o reino de Portugal estava em vigor a Era de César que já contava 945 anos.
| Ano completo                        |
| ----------------------------------- |
| Ano comum com início à quinta-feira |

## Eventos
- Ano de fundação da cidade de Bratislava, capital da Eslováquia.
- Uma frota de corsários sarracenos comandada por Leão de Trípoli cruza os Dardanelos e ameaça Constantinopla.

## Nascimentos
- São Rosendo, de Santo Tirso, fundador e abade do Mosteiro de San Salvador de Celanova, bispo de Dume (m. 977).